# Empire Pipeline
Empire Pipeline — один із трубопроводів, споруджених для імпорту до США природного газу з Канади.
Перша ділянка системи довжиною 157 миль, введена в експлуатацію у 1994 році, починається в районі Chippawa на річці Ніагара та прямує від кордону з канадською провінцією Онтаріо на схід через штат Нью-Йорк до Syracuse. Первісно газопровід отримував ресурс лише з системи TransCanada, проте після початку «сланцевої революції» спорудили перемичку довжиною 15 миль до газозбірної мережі в окрузі Тайога, що дає доступ до родовищ сусідньої Пенсільванії (2011 рік).
У 2008 році проклали другу ділянку системи довжиною 77 миль. Вона пройшла від основної траси у південному напрямку та з’єднала її з вихідним пунктом трубопроводу Millennium Pipeline в районі Corning.
Empire Pipeline має діаметр труб 600 мм та максимальну пропускну здатність до 7,7 млрд м3 (на першій ділянці) та 3,6 млрд м3 на рік (для перемички до газопроводу Millennium).